# Ammerndorf
Ammerndorf er købstad (markt) i Landkreis Fürth i Regierungsbezirk Mittelfranken i den tyske delstat Bayern.

## Geografi
Ammerndorf ligger i landskabet Rangau omkring 16 km vest for Nürnberg, 24 km nordøst for Ansbach og 49 km øst for Rothenburg ob der Tauber. Gennem kommunen løber floden Bibert, der munder ud i Rednitz ved Zirndorf.

### Nabokommuner
Nabokommunerne er (fra nord, med uret):
- Cadolzburg
- Zirndorf
- Roßtal
- Großhabersdorf

### Inddeling
Ammerndorf består af hovedbyen og landsbyen Bubenmühle.
- Ammerndorf er kendt tilbage til 1246.

- Wikimedia Commons har flere filer relateret til Ammerndorf